# Emanuel County
Emanuel County is een county in de Amerikaanse staat Georgia.
De county heeft een landoppervlakte van 1.776 km² en telt 21.837 inwoners (volkstelling 2000). De hoofdplaats is Swainsboro.